# توم ليون
توم ليون (بالإنجليزية: Tom Lyon)‏ (17 مارس 1915 في المملكة المتحدة - 26 نوفمبر 1998 في المملكة المتحدة) هو لاعب كرة قدم بريطاني (وحمل سابقاً جنسية المملكة المتحدة لبريطانيا العظمى وأيرلندا) في مركز الهجوم. لعب مع نادي بلاكبول وPrescot Cables F.C. ‏.